# Sao Mai điểm hẹn 2012
Sao Mai điểm hẹn 2012 là năm thi thứ năm của cuộc thi âm nhạc trên truyền hình Sao Mai điểm hẹn. Đây là lần thứ hai, ban tổ chức chương trình tiếp tục định dạng và luật thi. Số lượng thí sinh quay về con số 12 tương tự ba lần tổ chức đầu tiên.

## Các thí sinh
| TT | Thí sinh               | Năm sinh | Địa phương            | Ghi chú                                      |
| -- | ---------------------- | -------- | --------------------- | -------------------------------------------- |
| 01 | Vũ Hà Anh              | 1988     |                       |                                              |
| 02 | Lê Việt Anh            | 1988     | Hà Nội                | Đặc cách Sao Mai 2011                        |
| 03 | Nguyễn Đông Hùng       | 1993     |                       |                                              |
| 04 | Phạm Nam Hùng          | 1989     |                       |                                              |
| 05 | Vũ Duy Khánh           | 1989     |                       |                                              |
| 06 | Nguyễn Trần Trung Quân | 1992     |                       | Sao Mai 2011                                 |
| 07 | Nguyễn Bá Phú Quý      | 1987     | Huế                   | Vietnam Idol 2010, Vietnam's Got Talent 2012 |
| 08 | Nguyễn Huy Quyết       | 1989     | Hải Phòng             | Đặc cách Sao Mai 2011                        |
| 09 | Nguyễn Đình Thanh Tâm  | 1988     | Thành phố Hồ Chí Minh |                                              |
| 10 | Lưu Thanh Thanh        | 1992     |                       |                                              |
| 11 | Vũ Hồng Nhật Trang     | 1991     |                       |                                              |
| 02 | Đoàn Thị Thúy Trang    | 1986     | Hà Tây                | Đặc cách Sao Mai 2011                        |

## Thứ tự bị loại
| STT  | Thí sinh               | Tuần thi | Tuần thi | Tuần thi | Tuần thi | Tuần thi | Tuần thi | Tuần thi | Tuần thi | Tuần thi | Tuần thi   |  |
| STT  | Thí sinh               | 1        | 2        | 3        | 4        | 5        | 6        | 7        | 8        | 9        | 10         |  |
| ---- | ---------------------- | -------- | -------- | -------- | -------- | -------- | -------- | -------- | -------- | -------- | ---------- |  |
| Tốp  | Nguyễn Đình Thanh Tâm  |          |          |          |          | GIỮ      |          |          |          | GIỮ      | NGHỆ THUẬT |  |
| Tốp  | Lê Việt Anh            |          | CAO      | CAO      |          | CAO      |          |          |          | CAO      | ƯA THÍCH   |  |
| Tốp  | Nguyễn Đông Hùng       |          |          |          |          | GIỮ      |          |          |          | CAO      | TRIỂN VỌNG |  |
| 4    | Nguyễn Trần Trung Quân |          |          |          |          | CAO      |          | GIỮ      | GIỮ      | THẤP     |            |  |
| 5    | Nguyễn Bá Phú Quý      |          |          |          | CAO      | CAO      |          | GIỮ      | THẤP     |          |            |  |
| 6    | Vũ Hà Anh              | CAO      |          |          |          | CAO      | RÚT      |          |          |          |            |  |
| 7-12 | Phạm Nam Hùng          |          |          |          |          | THẤP     |          |          |          |          |            |  |
| 7-12 | Vũ Duy Khánh           |          |          |          |          | THẤP     |          |          |          |          |            |  |
| 7-12 | Nguyễn Huy Quyết       |          |          |          |          | THẤP     |          |          |          |          |            |  |
| 7-12 | Lưu Thanh Thanh        |          |          |          |          | THẤP     |          |          |          |          |            |  |
| 7-12 | Vũ Hồng Nhật Trang     |          |          |          |          | THẤP     |          |          |          |          |            |  |
| 7-12 | Đoàn Thúy Trang        |          |          |          |          | THẤP     |          |          |          |          |            |  |

     Thí sinh có số lượng bình chọn CAO nhất trong tuần (đối với 5 tuần đầu) hoặc trong đêm có thí sinh bị loại (tuần 6-9)
     Thí sinh có số lượng bình chọn thấp nằm trong nhóm không an toàn, được giám khảo GIỮ đi tiếp vòng sau
     Thí sinh bị loại do có số lượng bình chọn THẤP
     Thí sinh RÚT LUI khỏi cuộc thi vì lý do cá nhân
- Tuần 5, bốn thí sinh có số lượt bình chọn cao nhất tính từ đầu, được an toàn bước vào vòng kế tiếp. Hai trong số 8 thí sinh còn lại được hội đồng nghệ thuật (gồm 3 giám khảo chuyên môn, và Thanh Lam, Đỗ Bảo, nhà sản xuất Huyền Thanh) chọn đi tiếp. Trong số 2 vé vớt có Việt Anh (đã thắng bình chọn khán giả), do đó quyền giải thoát được dành cho thí sinh thứ ba trong danh sách của hội đồng là Đông Hùng.
- Tuần 6, Hà Anh tuyên bố rút lui khỏi cuộc thi. Nhóm không an toàn của tuần không được công bố.
- Tuần 7, Trung Quân và Phú Quý rơi vào nhóm không an toàn. Không ai bị loại.